# Municipio de Hartford (Minnesota)
El municipio de Hartford (en inglés: Hartford Township) es un municipio ubicado en el condado de Todd en el estado estadounidense de Minnesota. En el año 2010 tenía una población de 662 habitantes y una densidad poblacional de 7,33 personas por km².En el año de 2020 la población había disminuido a 644 habitantes.

## Geografía
El municipio de Hartford se encuentra ubicado en las coordenadas 46°3′49″N 94°49′26″O / 46.06361, -94.82389. Según la Oficina del Censo de los Estados Unidos, el municipio tiene una superficie total de 90.29 km², de la cual 89,67 km² corresponden a tierra firme y (0,68 %) 0,62 km² es agua.

## Demografía
Según el censo de 2010, había 662 personas residiendo en el municipio de Hartford. La densidad de población era de 7,33 hab./km². De los 662 habitantes, el municipio de Hartford estaba compuesto por el 97,58 % blancos, el 0,6 % eran afroamericanos, el 0,3 % eran asiáticos, el 0,45 % eran de otras razas y el 1,06 % eran de una mezcla de razas. Del total de la población el 1,06 % eran hispanos o latinos de cualquier raza.